# Öga för mord
Öga för mord (Second Sight) är en brittisk kriminalserie i 8 delar från 2000 - 2001 som handlar om polisen Ross Tanner (Clive Owen). Han har en ovanlig ögonsjukdom och är på väg att bli blind.

## Rollista
- Clive Owen - Ross Tanner
- Claire Skinner - Catherine Tully
- Stuart Wilson - Adam Bendrix / Jack Kenworthy
- Phoebe Nicholls - Judith Bendrix
- Selina Boyack - DC Holt